# 愛的爆彈
《愛的爆彈》，是日本樂團B'z的第38張單曲，於2012年將編曲做微改，配上英文歌詞，並與其他英語化歌曲以「數位銷售」方式發行。

## 簡介
- 專輯THE CIRCLE發行前先行發售
- 以'愛'字為單曲名稱自1993年的愛是放縱任性的 我惟獨不願讓你受傷相隔12年再使用
- CD封面是以幼稚園小孩的塗鴉為底
- PV在沖繩縣石垣島拍攝
- 最終銷量約29.3萬張。

## 製作人員
- 松本孝弘：吉他・全曲作曲・編曲
- 稲葉浩志：主唱・全曲作詞
- Shane Gaalaas：鼓・パーカッション
- 徳永暁人：貝斯・全曲編曲

## 收錄曲
- 1.愛的爆彈（愛のバクダン）
- 2.Fever
- 3.甜美柔和的微熱 (甘く優しい微熱)
- 4.愛のバクダン (TV STYLE) ※初回限定版
- 5.愛のバクダン (GUITAR SOLO LESS) ※初回限定版

## 主題曲
- 東京電視台「JAPAN COUNTDOWN」3月片尾曲。（#1）
- ゼスプリ ゴールド・キウイ 廣告曲。（#1）
- 英文版「Love Bomb」被選為Pepsi Cola廣告「GO Summer Line篇」的選用曲。

## 收錄專輯
- THE CIRCLE（#1,2）
- B'z The Best "Pleasure II"（#1）
- B'z The Best "ULTRA Pleasure"（#1）